# Przez morza i oceany
Przez morza i oceany (ang. Westward Ho!) – australijski film animowany z 1988 roku wyprodukowany przez Burbank Films Australia. 

## Wersja polska
Wersja wydana w serii Najpiękniejsze baśnie i legendy na DVD z angielskim dubbingiem i polskim lektorem.
- Dystrybucja: Vision